# Wysokość piętrzenia
Wysokość piętrzenia – to różnica rzędnej maksymalnego poziomu piętrzenia i rzędnej zwierciadła wodny dolnej, odpowiadającej przepływowi średniemu niskiemu. Wielkość ta zdefiniowana jest w rozporządzeniu w sprawie warunków technicznych, jakim powinny odpowiadać budowle hydrotechniczne i ich usytuowanie i w innych aktach prawnych. Jej wartość dla danej budowli piętrzącej ma istotne znaczenie w zakresie zdefiniowanych w tym rozporządzeniu wymagań dotyczących między innymi kategorii hydrotechnicznej, zasad kształtowania obiektu budowlanego, współczynników bezpieczeństwa i wielu innych zagadnień, związanych z projektowaniem, budową i eksploatacją pewnej budowli hydrotechnicznej. Jest ona stosowana jako wielkość graniczna decydująca o wymaganiach stawianych tym budowlom. Najłagodniejsze wymagania dotyczą budowli o wysokości piętrzenia nie przekraczającej 2,0 m.. Wysokość piętrzenia jest jedną z podstawowych informacji, które muszą być zawarte w instrukcji gospodarowania wodą dla zbiorników i stopni wodnych.
Jest to więc wielkość wyrażająca spad określony dla konkretnej budowli piętrzącej i dla konkretnych stanów wody w poszczególnych stanowiskach tej budowli:
- dla stanowiska górnego jest to stan wody odpowiadający maksymalnemu poziomowi piętrzenia dla tej budowli[1][2],
- dla stanowiska dolnego jest to poziom wody jaki będzie występował w tym stanowisku dolnym przy określonej wielkości przepływu, tj. przepływu średniemu niskiemu[1][2]; w przypadku gdy budowla nie styka się bezpośrednio z wodą dolną, przyjmuje się najniższą rzędną przyległego terenu naturalnego lub ukształtowanego podczas wykonywania robót budowlanych[1].

Dodatkowo określony jest w rozporządzeniu wymóg uwzględnienia erozji dennej poniżej stopnia, jeżeli występuje. Jednostką wysokości piętrzenia, jako wielkości określająca pewną wielkość liniową – długość, jest w układzie SI w metr.
Rozporządzenie w sprawie materiałów geodezyjnych i kartograficznych oznaczanych klauzulą "poufne", zalicza do poufnych informacji geodezyjnych, wysokość piętrzenia dla jeziora zaporowego, jeżeli wynosi ponad 5 m (określone są także inne kryteria).